# Anell Verd Metropolità de València
L'Anell Verd Metropolità de València serà una via ciclista i per a vianants contínua i segregada de 52 km que rodejarà l'àrea metropolitana de valència mitjançant un traçat circular aprofitant camins rurals existents.

## Descripció
L'Anell Verd Metropolità de València serà un itinerari circular de 52 km per a vianants i ciclistes, d'entre 3 i 5 metres d'amplària, que travessarà la comarca de l'Horta de València promogut per la Conselleria d'Habitatge, Obres Públiques i Vertebració del Territori. La senyalització de tot l'itinerari tindrà una identitat pròpia, amb cartells informatius i divulgatius de les característiques ambientals i culturals de la zona. Es tracta d'una aposta sostenible de mobilitat entre la ciutat i l'horta, que fomente l'ús de la bicicleta per a desplaçaments curts i mitjans reduint l'ús de vehicles privats reduint emissions de gasos amb efecte d'hivernacle.
L'Anell Verd Metropolità utilitzarà fonamentalment:
- Camins rurals tradicionals
- Carrils bicis i de vianants existents
- Camins de servei de séquies i altres infraestructures hidràuliques tradicionals
- Carrers urbans en las poblacions
- Noves plataformes d'ús exclusiu a realitzar

L'Anell verd comptarà amb el finançament del Programa FEDER 2014-2020 en matèria de sendes ciclables i carrils bici dotat amb 34,8 milions d'euros, dels quals la Unió Europea en finança el 50%, a més que s'han de practicar diverses expropiacions forçoses.

## Trams
L'Anell Verd Metropolità està dividit en 9 trams.
- Tram 1, Pinedo-Sedaví. Este tram s'iniciarà al passeig marítim de Pinedo, al carril bici Valencia-El Saler, dirigint-se direcció oest creuant Pinedo i seguint el Camí del Tremolar fins a l'embarcador del Canal del Tremolar, vorejant el Parc Natural de l'Albufera pel Camí de Les Vinyes i el Camí de les Vaques farà cap a la pista de Silla, fins a enllaçar amb Sedaví.[5][7]
- Tram 2. Sedaví-Picanya. Travessarà Sedaví i continuarà per l'horta de Favara i superarà l'Avinguda del Sud vorejant el nucli urbà de Picanya.[7][8][9]
- Tram 3, Picanya-Aldaia. Travessant l'horta de Benàger passarà per Picanya, Xirivella, Alaquàs i Aldaia així com les pedanies de València: Pinedo, Castellar-Oliveral i La Torre, amb un ramal d'enllaç a Torrent.[7][8][9]
- Tram 4, Aldaia-Quart de Poblet. Discorre entre la rotonda de la CV‐403 i la CV‐409 a Aldaia i el Parc Natural del Túria a Quart de Poblet.[10]
- Tram 5, Quart de Poblet-Massarrojos (Tram Oest). Tindrà una longitud de 13,5 quilòmetres i travessarà els termes d'Aldaia, Quart fins a arribar al Parc Fluvial del Túria, per creuar el riu Túria, fins al Molí de Batà, accedint a Paterna i Coves de Batà i de la Torre, i travessant Lloma Llarga arribarà al Campus Universitari de Burjassot i posteriorment a Godella, creuant la séquia de Montcada, i arribant al camí de servei del Barranc del Palmaret, connectant amb el Tram Nord. Tindrà un cost de 3,8 milions d'euros.[3][11]
- Tram 6, Montcada-Meliana (Tram Nord). Amb una longitud de 6,5 quilòmetres, travessarà els municipis de Montcada, Alfara del Patriarca, Vinalesa, Carpesa, Bonrepòs i Mirambell, Les Cases de Bàrcena i Meliana. Iniciarà el seu recorregut a Montcada, continuant per vies de servei del Barranc del Palmaret i barranc del Carraixet, vorejarà Vinalesa per a dirigir-se a Meliana, travessant l'horta de Bonrepòs i Mirambell i les Cases de Bàrcena, finalitzant a la CV-300, al terme de Meliana. Fou adjudicat en 2018 per un import de 908.151,16 €.[1][2][12]
- Tram 7, Meliana-Port Saplaya. Este tram s'inicia a l'oest del terme de Meliana, a la CV-300 i acaba a la platja de Meliana.[13] L'agost de 2019 es va obrir la nova passarel·la sobre l'autovia V-21 que connecta Meliana i la platja de Meliana per on discorre l'Anell Verd Metropolità.[14]

## Connexions
La Federació d'Associacions de Veïns de Paterna i Acció Ecologista Agró presentaren una proposta de connexió de l'Anell Verd Metropolità amb la via verda d'Ojos Negros i el Parc Fluvial del Túria, aconseguint un itinerari ciclopeatonal des del sud de l'àrea metropolitana de València i el municipi d'Ojos Negros a Terol, que superarà els 100 quilòmetres de longitud.
A més l'Anell Verd Metropolità coincidirà en uns 400 metres del seu recorregut amb el de la Via Xurra al seu pas per Meliana. L'agost de 2018 es va executar la millora de la circulació i de la seguretat viària de la rotonda del carrer Garrigosa de Meliana on compartiran traçat l'Anell Verd metropolità i la Via Xurra.